# Juan José Ríos
 Juan José Ríos (Ciénega de San Francisco, Juan Aldama, Zacatecas; 27 de diciembre de 1882-Culiacán, Sinaloa; 18 de abril de 1954) fue un político y militar mexicano. Participó en la Revolución mexicana, estuvo preso en San Juan de Ulúa, durante cinco años, por escribir un artículo en contra del presidente Porfirio Díaz. Se desempeñó como gobernador de Colima de 1915 a 1917, como secretario de Guerra y Marina de 1918 a 1919 durante la presidencia de Venustiano Carranza y como secretario de Gobernación en un breve periodo de 1932 durante la presidencia de Pascual Ortiz Rubio.

## Biografía
En 1902 intentó emigrar a los Estados Unidos, llegando solo hasta Mapimí, Durango. Posteriormente fue dependiente en el negocio propiedad de Don Cipriano Pérez, "La Palestina" (después "La Nacional", luego "Tienda del Río" y actualmente "La Michoacana") en San Juan del Mezquital, Zacatecas.
Estando ahí, en 1905 escribió un artículo firmado en contra del régimen de Porfirio Díaz, que se publicó en un periódico, no se sabe con certeza si fue en el Diario del Hogar, de Filomeno Mata o en Regeneración de los hermanos Flores Magón).
A raíz de esto fue aprehendido por la "Acordada" (policía rural) acusado de rebelión contra los Poderes de la Nación y llevado en una yegua la Prieta hasta Nieves y de ahí a la capital de Zacatecas; donde fue condenado a 5 años de años en el penal para presos políticos antiporfiristas, la Fortaleza de San Juan de Ulúa, Veracruz.
En 1911 al ser liberados los prisioneros políticos por orden del presidente Francisco I. Madero, se trasladó a Torreón, llegando a la casa que era de la Meza por la Av. Hidalgo cerca de la Blanco, donde se ubicaba la cantina Las Playas. Luego se dirigió a San Juan del Mezquital (Juan Aldama, Zacatecas) uniéndose más adelante a las fuerzas insurrectas de Manuel Diéguez, uno de los líderes de la Huelga de Cananea y que había su compañero en el penal de San Juan de Ulúa.
Así comenzó su carrera revolucionaria, militar y política. Al Norte del estado de Sinaloa también existe una ciudad fundada en su nombre.
Se incorporó al ejército constitucionalista en 1913, al mando de M. M. Dieguez.-fue gobernador de Colima de 1914 a 1917, -Secretario de Guerra de Carranza (1918-19)-1927 Director del Colegio Militar, Jefe de Fabriles Militares, jefe de Estado Mayor y Secretario de Gobernación con Ortiz Rubio, siendo presidenciable en ese año. En Ciénega de San Francisco, Zacatecas se fundó el Museo Juan José Ríos, el cual preserva información sobre el revolucionario.
Participó en la así llamada “Guerra Cristera” (1926-1929) del lado de las fuerzas callistas.
Árbitro en la Guerra del Chaco, entre Bolivia y Paraguay en 1938.

## Honores
- General Juan José Ríos, su ciudad natal (en Zacatecas) renombrada en su honor, anteriormente llamada Ciénega de San Francisco.
- Juan José Ríos, ciudad en Sinaloa nombrada en su honor, anteriormente fue el ejido Las Vacas.